# Rhinopias cea
Rhinopias cea is een straalvinnige vissensoort uit de familie van schorpioenvissen (Scorpaenidae). De wetenschappelijke naam van de soort is voor het eerst geldig gepubliceerd in 1997 door Randall & DiSalvo.